# 下莫尔
下莫尔是德国莱茵兰-普法尔茨州的一个市镇。总面积12.13平方公里，总人口1464人，其中男性733人，女性731人（2011年12月31日），人口密度121人/平方公里。